# 特暴龍屬
特暴龍屬（意為「骇人的蜥蜴」）是一種獸腳亞目恐龍，屬於暴龍科。特暴龍生存於晚白堊紀的亞洲地區，約7,000萬年前到6,500萬年。特暴龍的化石最初是在蒙古發現的，然而在中國發現了更多破碎骨頭。過去曾有過許多的種，但目前唯一的有效種為勇士特暴龍（T. bataar），又譯勇猛特暴龍。
特暴龍在暴龍科中的分類位置仍未確定。有些科學家認為勇士特暴龍其實是北美洲暴龍的亞洲種。如果屬實，將使特暴龍成為無效的分類。即便特暴龍與暴龍不是同種動物，牠們仍被認為有接近的親緣關係。有些科學家認為，同樣發現於蒙古的分支龍，是特暴龍的最近親。如同大部分已知的暴龍科恐龍，特暴龍是種大型、二足掠食動物，重達約六公噸，擁有約六十顆大型、銳利的牙齒。特暴龍的下頜有特殊的接合構造。另外，就前肢/身體比例而言，特暴龍擁有暴龍科中最小型的前肢。
特暴龍過去可能生存於潮濕的氾濫平原，位於食物鏈的頂端，是一種頂級掠食動物，可能以大型恐龍為食，例如鴨嘴龍類的櫛龍，或是蜥腳類的納摩蓋吐龍。特暴龍的化石記錄保存良好，已有數十個標本，包含數個完整的頭顱骨與骨骸。這些化石也讓科學家得以研究特暴龍的種系發生學、頭部力學、以及腦部結構。

## 敘述

數個不同特暴龍標本與人類的體型比較

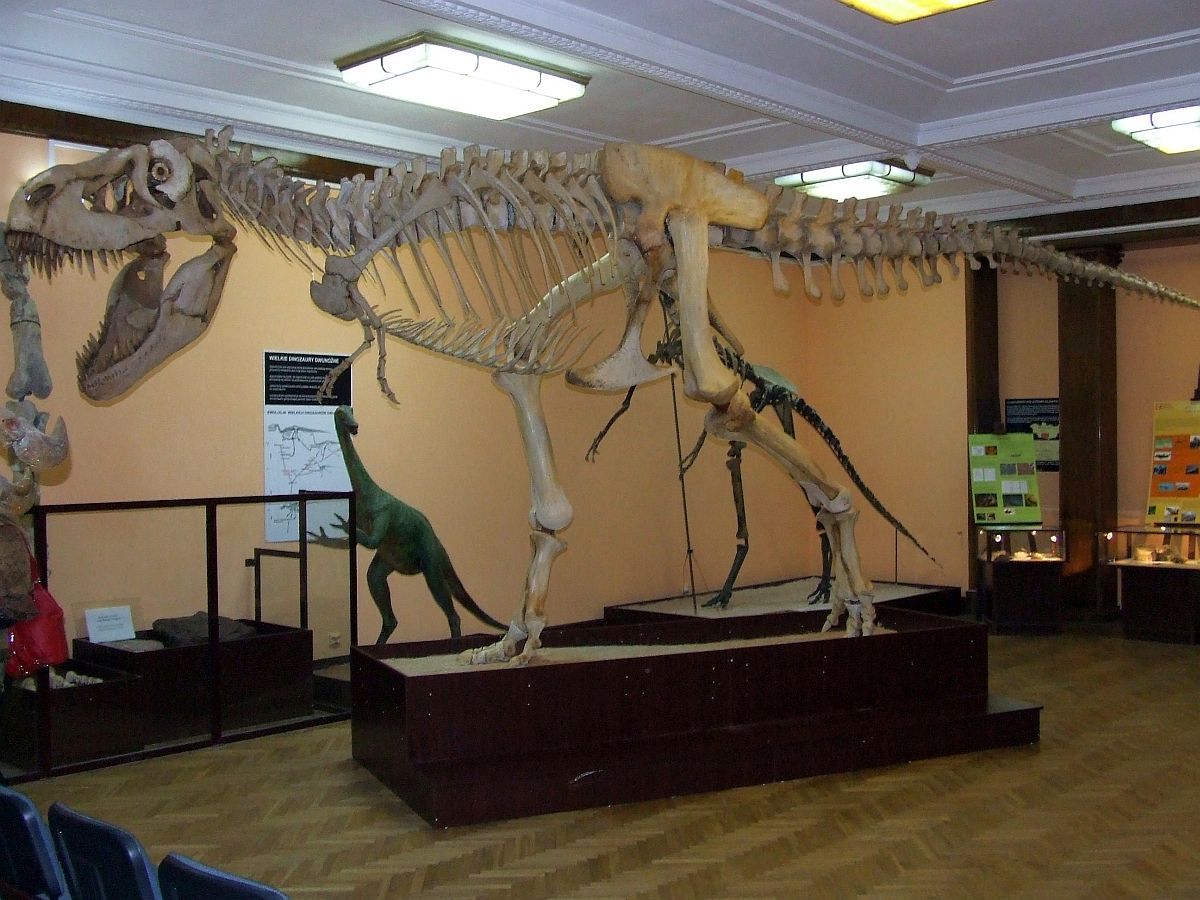
勇士特暴龍的骨架模型

特暴龍是大型暴龍科恐龍之一，體型略小於暴龍。已知最大型的個體身長10到12公尺，頭部離地面約3.5公尺。目前還沒有完全成長個體的體重數值，但牠們一般被認為略輕於暴龍。

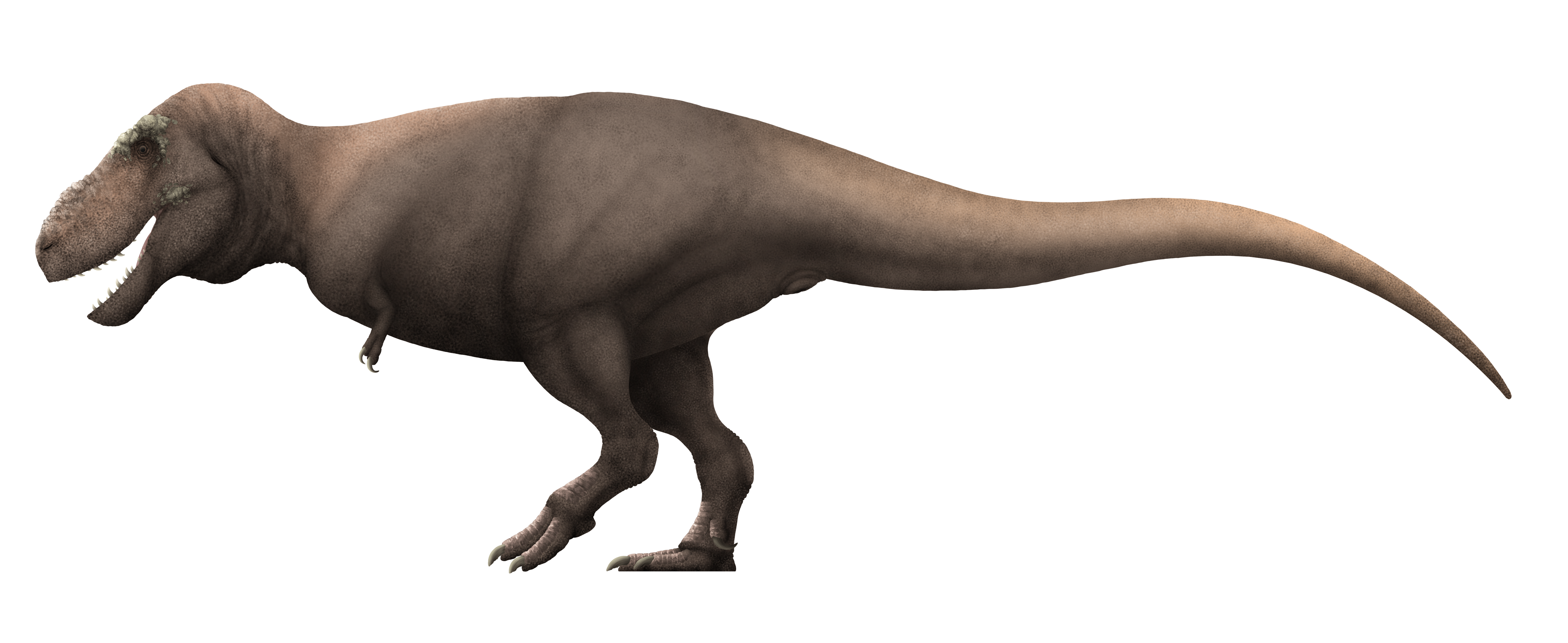
复原图

目前已知最大型的特暴龍顱骨長度高過1.3公尺，小於暴龍，但大於其他的暴龍科。如同暴龍，特暴龍的顱骨高大，前段狹窄。顱骨後段擴張幅度不大，意味者特暴龍的眼睛不是直接朝向前方，所以牠們缺乏暴龍擁有的立體視覺。顱骨的大型洞孔可減輕重量。嘴部有58到64顆牙齒，略多於暴龍，但少於其他體型較小的暴龍科，例如蛇髮女怪龍與分支龍。大部分的牙齒橫剖面為橢圓形，而前上頜骨的牙齒橫剖面為D形。暴龍科都具有這種異型齒特徵。上頜骨的牙齒最長，齒冠長達85公厘。特暴龍與分支龍的下頜外側各有一道稜脊，從隅骨延伸到齒骨後方，形成相扣的結構。其他暴龍科動物缺乏這道稜脊，因此下頜更為靈活。
暴龍科的身體外形差異不大。特暴龍的頸部為S狀彎曲，其餘的脊柱與長尾巴，與地面保持者水平的姿態。特暴龍有者暴龍科中最小的前肢/身體比例，有兩根迷你的手指。每個手掌有兩根手指，某些標本被發現有退化的第三指，沒有指爪，其他暴龍科近親也有發現這點特徵。特暴龍的第二指長度小於第一指的兩倍，而其他暴龍科的第二指長度約是第一指的兩倍。另外，與其他暴龍科相比，特暴龍的第三指比例較小。某些暴龍科的第三指長於第一指，例如：亞伯達龍、懼龍；而特暴龍的第三指短於第一指。
特暴龍的後肢長而粗厚，將身體支撐為二足的步態，上有三根腳趾。長而重的尾巴可以平衡頭部與胸部的重量，將重心保持在臀部。

## 分類系統
特暴龍屬於暴龍科的暴龍亞科。該亞科還包含較早期的懼龍、較晚期的暴龍，都發現於北美洲，可能還有蒙古的分支龍。暴龍亞科包含親緣關係較接近暴龍，而離艾伯塔龍較遠的物種；與艾伯塔龍亞科相比，暴龍亞科的體格較重型，頭顱骨的比例較大，以及較長的股骨。
勇士特暴龍最初被視為暴龍的一個種，某些近年的分類也支持這個說法。其他的科學家則將牠們列為獨立的屬，並為暴龍的姐妹分類單元。在2003年，一個親緣分支分類法研究提出分支龍是特暴龍的最近親，因為牠們具有其他暴龍亞科沒有的頭部特徵。如果屬實，將排除特暴龍是暴龍的一個異名的可能性，並顯示暴龍亞科在北美洲與亞洲演化出個別的支系。分支龍的兩個標本具有幼年體的特徵，但牙齒數量較多，約76到78顆，而且口鼻部上面有獨特的低矮骨質瘤，因此並非特暴龍的幼年體。

## 發現與命名
雖然已經發現許多特暴龍標本，在1986年以前很少明確資料，但特暴龍被推論與其他暴龍科恐龍有許多共同特徵。這些相近的特徵讓某些科學家提出當時的北美洲與歐亞大陸之間有可能的連結，也許是陸橋。
1946年，一個蘇聯與蒙古挖掘團隊在蒙古南戈壁省的耐梅蓋特層發現一個大型頭顱骨與一些脊椎骨，屬於一個大型的獸腳類恐龍。1955年，蘇聯古生物學家葉甫根尼·馬列夫將這正模標本（PIN 551-1）建立為暴龍的一個種，勇士暴龍（Tyrannosaurus bataar）。種名баатар/baatar在蒙古語中意為「勇士」，但被誤拼為bataar。

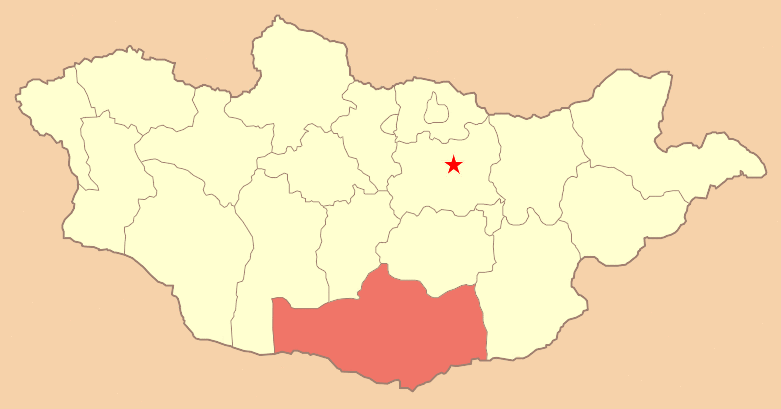
大部分特暴龍化石出土於蒙古南戈壁省

同年，馬列夫將3個獸腳類的化石敘述並命名，三者都是頭顱骨，外加部分身體，全是同一個挖掘團隊在1948到49年間發現的。第一個（編號PIN 551-2）被建立為新屬，埃夫雷莫夫特暴龍（T. efremovi），ταρβος/tarbos在希臘文文中意為「恐怖的」、「敬畏的」，而σαυρος/saurus意為「蜥蜴」，種名是以蘇聯古生物學家兼科幻小說作者伊凡·埃夫雷莫夫（Ivan Yefremov）為名。另外兩個（編號PIN 553-1與PIN 552-2）被歸類於北美洲的蛇髮女怪龍，G. lancinator與G. novojilovi。這三個標本都小於1946年發現的標本。
在1965年，蘇聯古生物學家阿納托利·康斯坦丁諾維奇·羅特傑斯特文斯基認為馬列夫所發現的標本，其實是同種動物的不同生長階段，而且不同於北美洲的暴龍。他將四個標本與新發現的化石，統合為勇士特暴龍（T. bataar）。後來的研究人員都同意羅特傑斯特文斯基的分類，包含馬列夫在內，但少數科學家使用埃夫雷莫夫特暴龍，而非勇士特暴龍。在1992年，美國古生物學家肯尼思·卡彭特（Kenneth Carpenter）重新檢驗這些化石，他根據頭顱骨的相似處，提出這些化石大部分屬於暴龍，並將勇士特暴龍改回勇士暴龍；而蛇髮女怪龍的G. novojilovi是個較小型的暴龍科動物，另外建立為諾氏馬列夫龍（Maleevosaurus novojilovi）。在1995年，喬治·奧利舍夫斯基（George Olshevsky）建立了勇士成吉思汗龍（Jenghizkhan bataar），取代勇士特暴龍，並以成吉思汗為名；他並提出埃夫雷莫夫特暴龍、馬列夫龍、勇士成吉思汗龍是三個獨立的屬，都生存於相同時期的耐梅蓋特層。在1999年，一個研究提出馬列夫龍是特暴龍的幼年個體。自從1999年以來，所有的研究認為這些化石皆為同種動物，勇士特暴龍或是勇士暴龍。

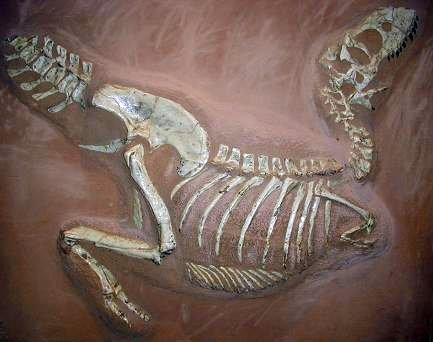
特暴龍的骨骸，位於德國明斯特的大學地理與古生物學博物館

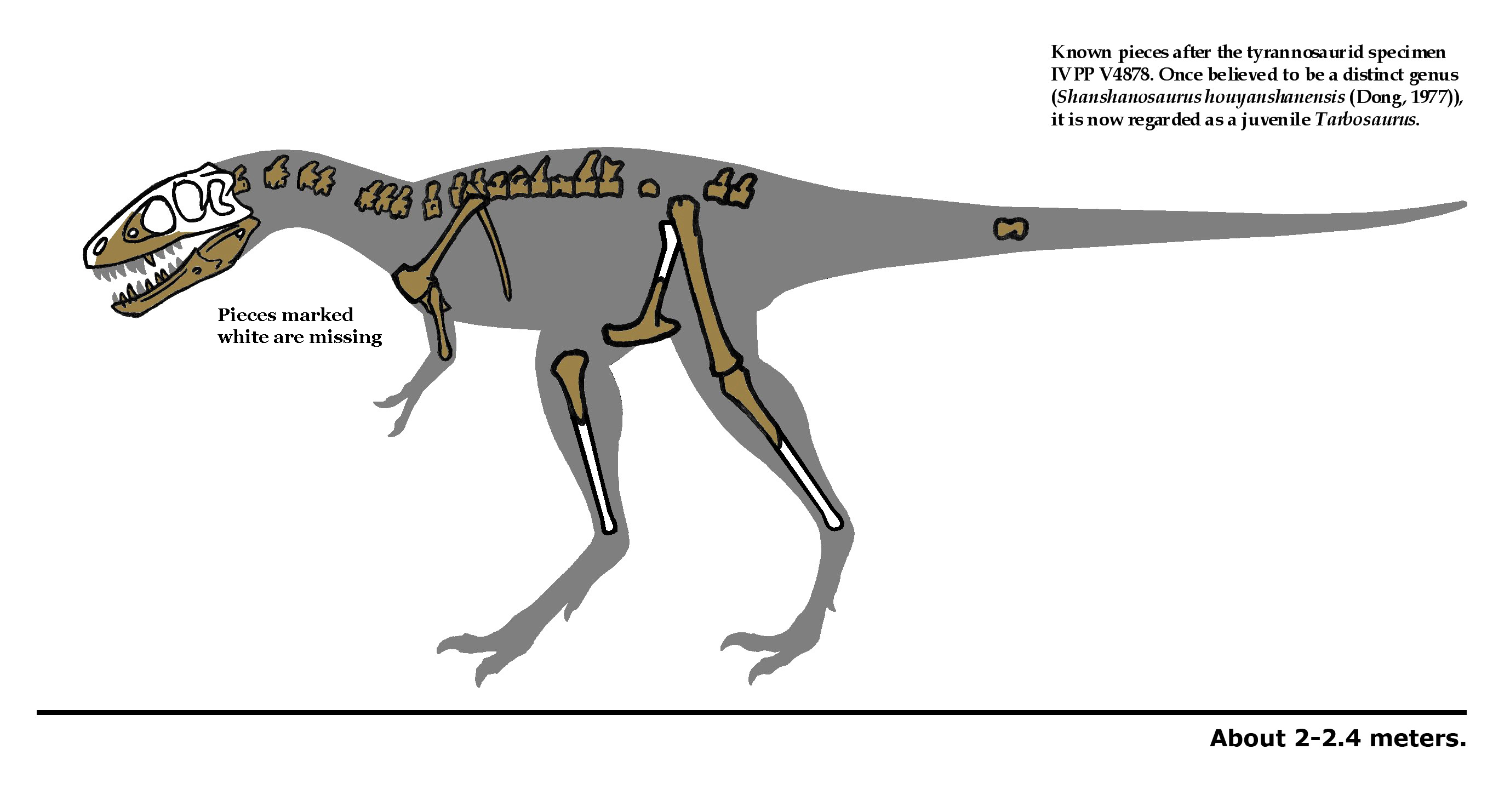
編號IVPP V4878標本，過去是火焰山鄯善龍

自從蘇聯與蒙古的挖掘團隊在40年代的挖掘過後，一個波蘭與蒙古的挖掘團隊再度回到戈壁沙漠挖掘，從1963年持續到1971年，發現了許多新的化石，並在耐梅蓋特層發現了特暴龍的新標本。在1993年到1998年，日本與蒙古的挖掘團隊，以及21世紀初，加拿大古生物學家菲力·柯爾（Phil Currie）的挖掘小組，也發現了許多特暴龍化石。目前已發現了至少30個標本，包含超過15個頭顱骨，與數個完整的顱後身體骨骼。
特暴龍的化石發現於中國與蒙古國的戈壁沙漠，兩國都禁止化石出口，但某些化石落入私人收藏家手中。

### 可能異名
在60年代中期，中國古生物學家在中國新疆吐魯番盆地的蘇巴什層（晚白堊紀）發現了一個小型獸腳類化石，包含一些牙齒與大型骨盆的一部分。在1977年，董枝明將這個標本命名為火焰山鄯善龍（Shanshanosaurus huoyanshanensis）。在1998年，葛瑞格利·保羅（Gregory S. Paul）鑑定鄯善龍的化石，將它歸類於暴龍科的後彎齒龍，該屬現已廢止。後來，董枝明與柯爾重新鑑定這些化石，認為它是一個大型暴龍科的幼年體。更多的暴龍科牙齒與化石在中國出土，其中數種已建立名稱。在1958年，楊鍾健命名了破碎金剛口龍，後來在1992年被董枝明認為是個疑名；後來湯瑪斯·霍爾茲（Thomas R. Holtz Jr.）認為牠們是特暴龍的一個次異名。除了金剛口龍以外，還有蘭平特暴龍（T. lanpingensis）、欒川特暴龍（T. luanchuanensis）、吐魯番特暴龍（T. turpanensis），皆為勇士特暴龍。
在1976年，Sergei Kurzanov命名了分支龍，是種發現於蒙古的暴龍科動物，年代稍早於特暴龍。數個研究指出分支龍是特暴龍的近親。Hurum與Sabath在2003年證實特暴龍是分支龍的近親，而非暴龍的一個種。這是根據暴龍科恐龍起源於亞洲，而且遷徙到北美洲的假設。其他的研究人員也支持這個意見。分支龍被認為是個成年個體，但牠的長、低矮頭部卻是幼年暴龍科的特徵。基於此一特徵，柯爾推測分支龍是特暴龍的一個幼年體。但柯爾也認為，分支龍較多的牙齒數量，以及口鼻部上方的低矮瘤狀物，有其他可能的存在。

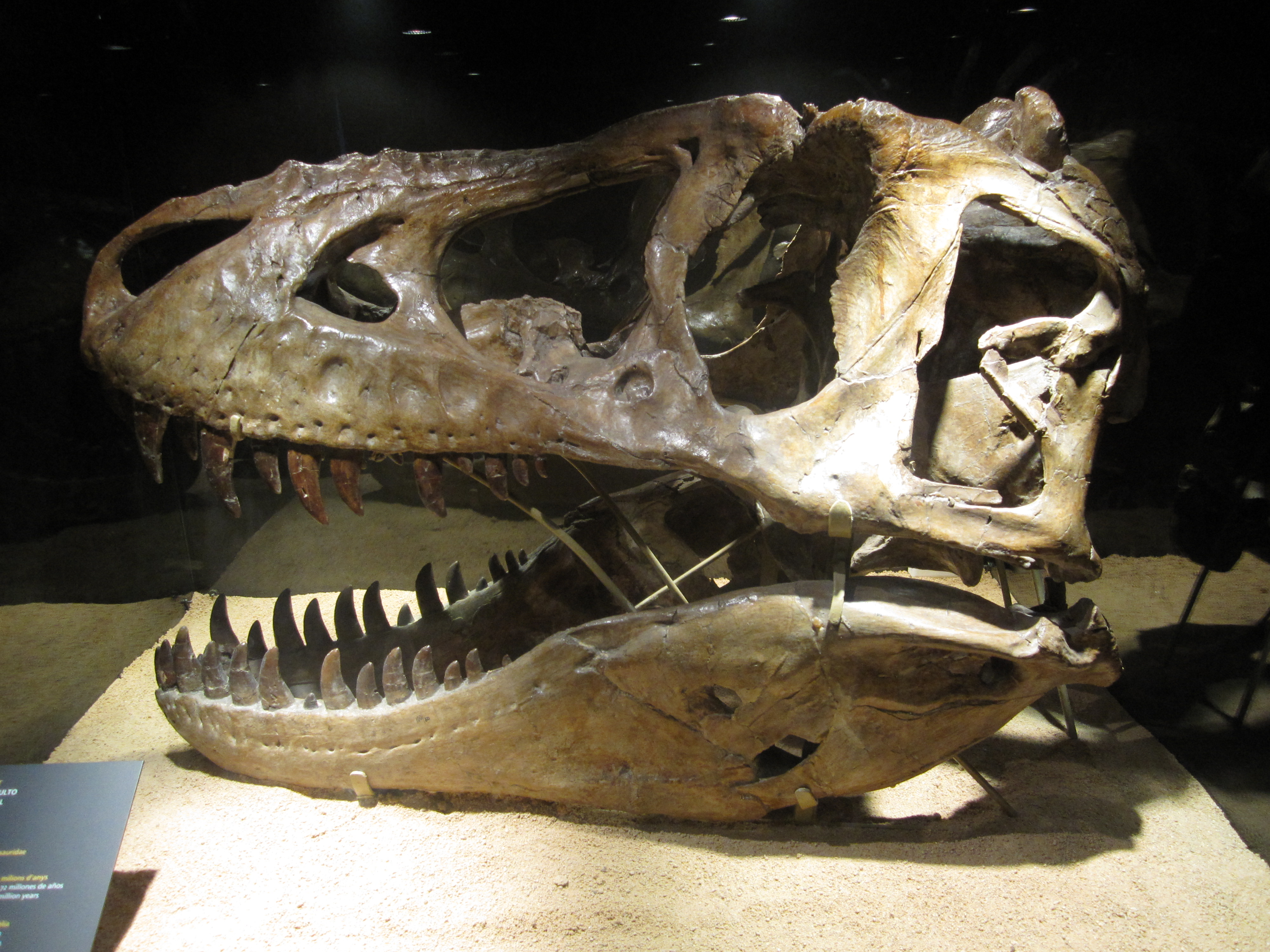
勇士特暴龍的頭顱骨，巴塞隆納

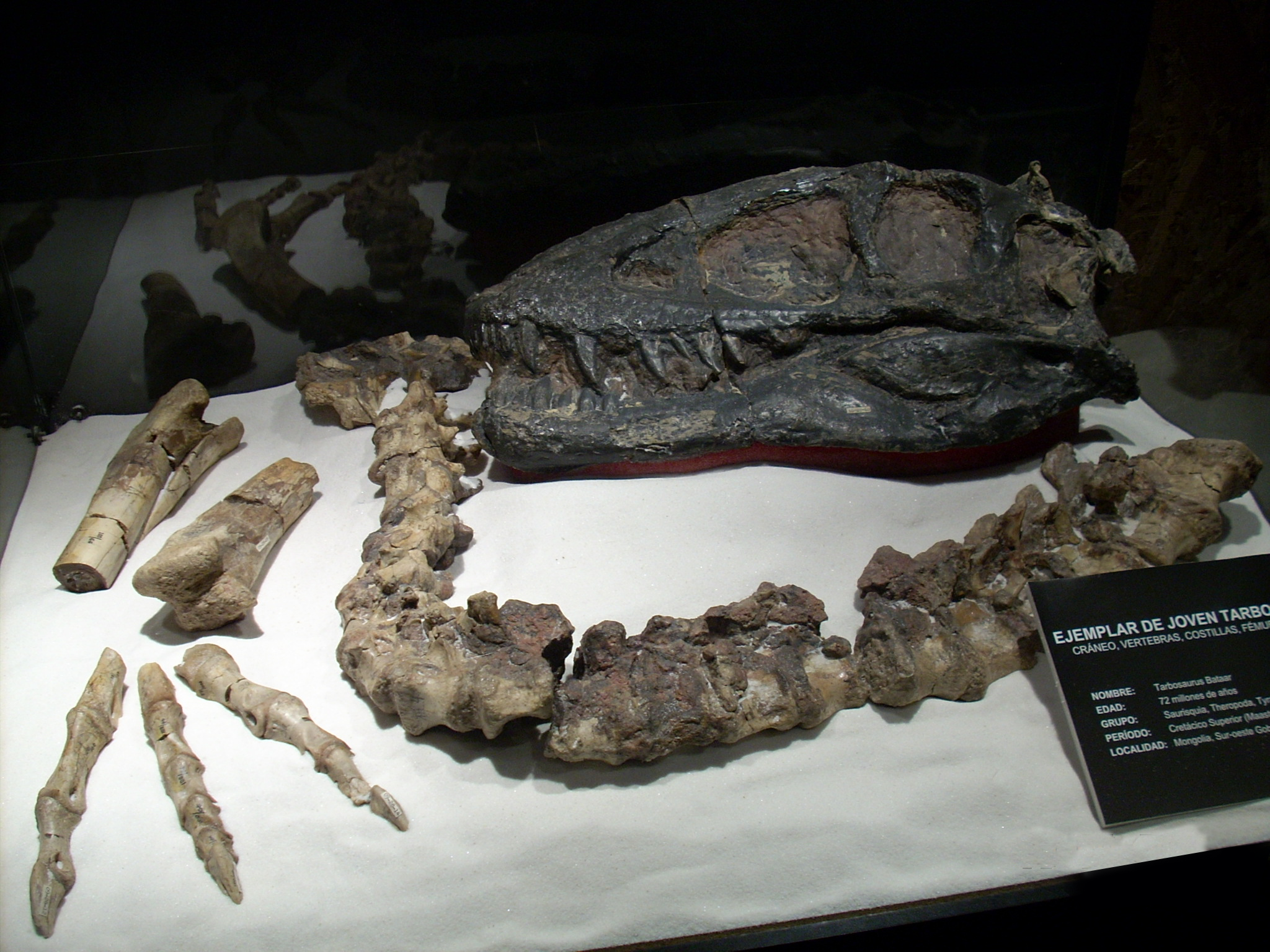
勇士特暴龍的幼年個體化石

## 古生物學
如同其他大型暴龍科恐龍，特暴龍已發現了大量且保存良好的化石。事實上，耐梅蓋特層的化石大約有1/4的化石是特暴龍。雖然特暴龍不像北美洲的暴龍科一樣地經過徹底的研究，可这些化石已足夠科學家們做出有限的生物學研究。

### 頭部力學
在2003年，特暴龍的顱骨首次經過完整的研究。科學家們發現特暴龍與北美洲暴龍科之間有幾個顯著的差異。這些差異與顱骨在咬合時，力量的傳遞有關。當特暴龍的上頜咬住物體時，力量從上頜骨傳遞到上頜週遭的顱骨。而北美洲暴龍科咬合時，力量從上頜骨傳遞到口鼻部上方的固定鼻骨，然後再經由鼻骨與淚骨間的骨質連結，傳遞到淚骨。
特暴龍的鼻骨與淚骨間缺乏骨質的連結。但上頜骨的後方有個大型突起，楔合入淚骨內；而北美洲暴龍的上頜骨後突很小。這個特徵顯示，咬合的力量從特暴龍的上頜骨直接傳遞到淚骨。而淚骨與額骨、前額骨之間更為牢固。由於上頜骨、淚骨、額骨、前額骨之間牢牢地固定者，使得上頜非常堅固。
另一個主要的差別則是堅固的下頜。許多獸腳類恐龍，包括北美洲暴龍科在內，下頜的齒骨與後面骨頭間有靈活的關節。特暴龍的隅骨側邊稜脊連接者齒骨後方的方形突，使牠們的下頜無法靈活外內扳動。
有些科學家提出假設，認為特暴龍的堅硬頭部是種適應演化，用來獵殺耐梅蓋特層的大型蜥腳類恐龍，泰坦巨龍類，因為晚白堊紀的北美洲並沒有如此巨大的恐龍存在。這種頭部力學的差異也影響了暴龍科的種系發生學。同樣發現於蒙古的分支龍，也具有類似特暴龍的頭部力學特徵，這顯示暴龍並非特暴龍的最近親。特暴龍與暴龍的相似處可能導因於牠們巨大的體型，是平行演化的結果。

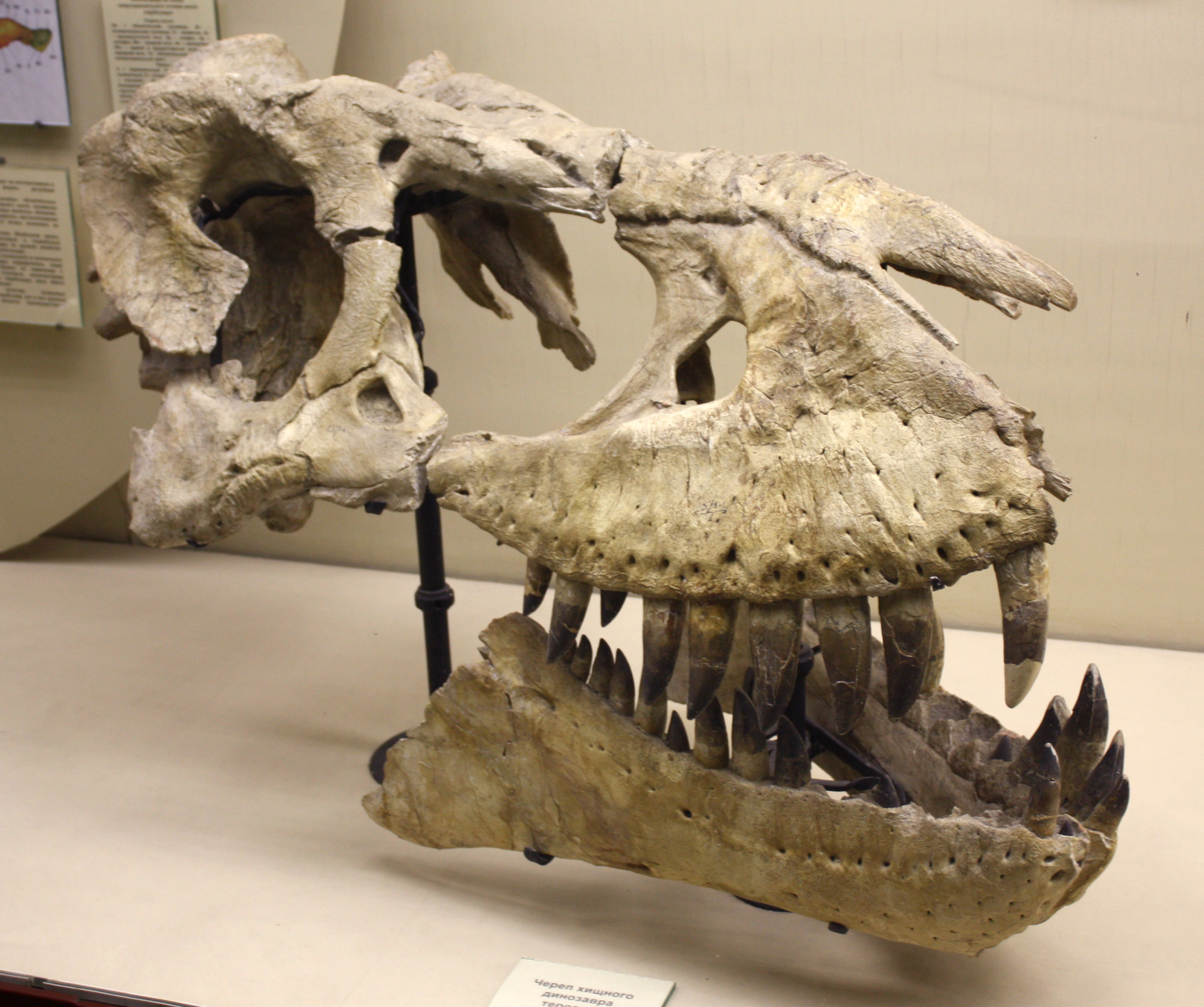
勇士特暴龍的部分頭顱骨

### 腦部結構
一個在1948年發現的顱骨，一度被歸類於蛇髮女怪龍的G. lancinator，因為具有顱腔，有助於科學家了解特暴龍的腦部結構。在1965年，馬列夫製作了一個石膏顱腔模型，並做了初步的腦部形狀檢查。在2005年，謝爾蓋·薩伐黎耶夫（Sergei V. Saveliev）製作了一個聚氨酯顱腔模型，並做了更詳細的腦部結構與功能研究。
根據暴龍的腦部結構研究，牠們兩者的腦部結構相似，只有某些腦神經根部的位置不一樣，包含三叉神經與副神經。暴龍科的腦部較類似鱷魚與其他爬蟲類，而較不類似鳥類。特暴龍的腦部體積為184立方公分。腦部的大型嗅球、末端神經、嗅神經，顯示特暴龍具有靈敏的嗅覺，這點如同暴龍。犁鼻球大型，而且與嗅球分離，顯示可以感應費洛蒙的犁鼻器發展良好。這個特徵顯示特暴龍可能具有複雜的求偶行為。聽神經也很大，顯示牠們的聽力很好，可能用在聲音的溝通與警告上。聽神經連接者發展良好的前庭系統，顯示牠們的平衡感與協調性很好。相反地，與視力有關的腦部區域與神經較小。爬蟲類的中腦頂蓋連接控制眼球的視神經與動眼神經，是用來處理視力訊息，但特暴龍的中腦頂蓋非常小。暴龍的眼睛朝前，因此具有一定程度的立體視覺；但特暴龍的顱骨狹窄，眼睛朝向兩側，如同典型的暴龍科動物。這些特徵顯示特暴龍較依靠嗅覺與聽覺，而非視覺。

### 生長模式
特暴龍的大部分化石，是成年或亞成年個體，很少發現幼年個體的化石。在2006年發現的一個幼年個體身體骨骼，帶有完整的頭顱骨，頭部長度為29公分，使得古生物學家可以研究特暴龍的生長模式。這個幼年個體化石，死亡時的年齡大約是2到3歲。與成年個體相比，這個幼年頭顱骨的結構虛弱，牙齒較細，顯示特暴龍的幼年個體、成年個體佔據不同的生態位，以免競爭相同食物來源。

### 病徵

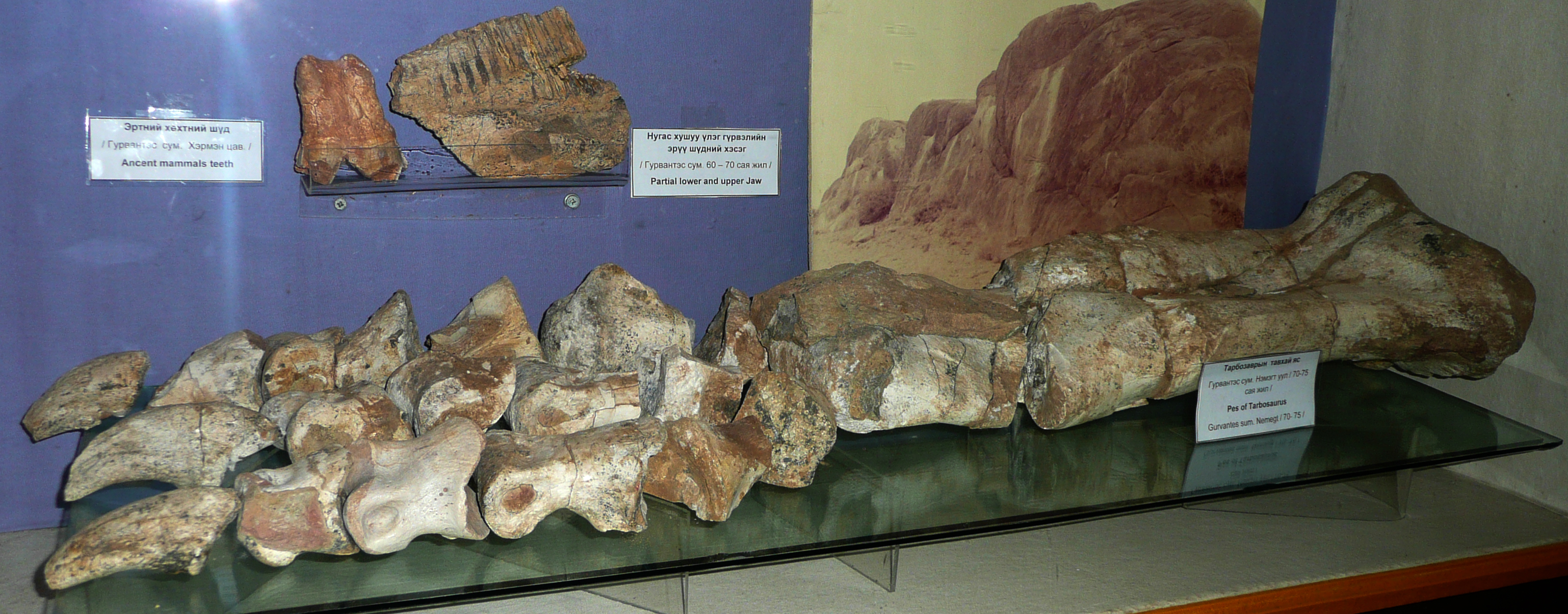
特暴龍的腳掌標本

在2001年，布魯斯·羅斯柴爾德（Bruce Rothschild）等人發表一份獸腳類恐龍的壓力性骨折與肌腱撕裂傷研究，並研究牠們的行為模式。壓力性骨折較常導因於習慣性動作，較少來自於外力衝擊。他們研究18個特暴龍的腳掌骨骼，沒有發現壓力性骨折的跡象；而在10個被研究的手掌骨頭中，其中一個手部骨頭有發現壓力性骨折的跡象。腳部骨頭的壓力性骨折，可以歸咎於奔跑、長途遷徙。手部骨頭的壓力性骨折，極可能導因於捕抓獵物而受傷。這些壓力性骨折、肌腱撕裂傷跡象，顯示特暴龍常因為捕抓獵物而受傷，而非吞食屍體。

## 古生態學

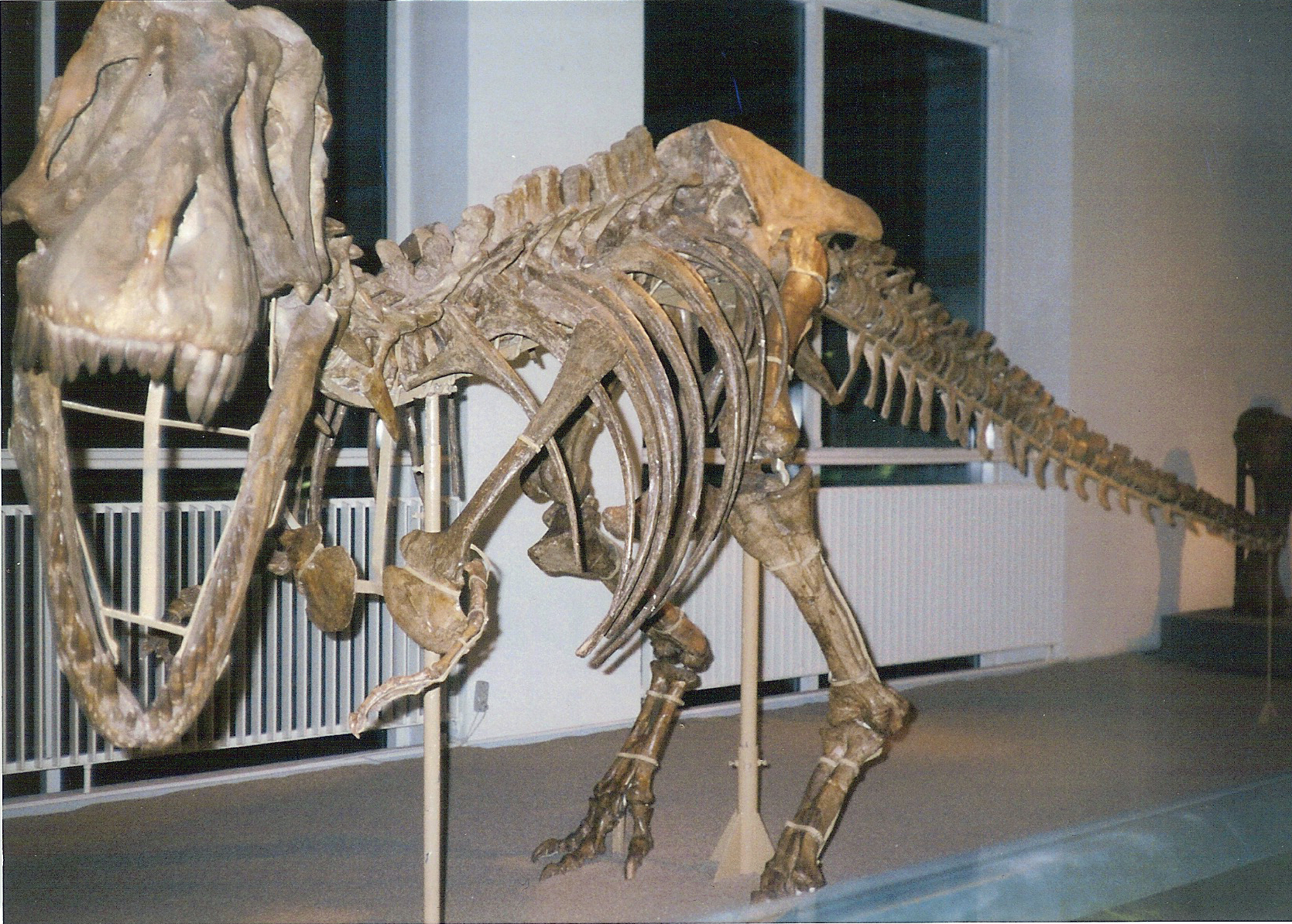
勇士特暴龍的骨骸模型，位在哥本哈根科學中心

大部分的特暴龍化石出土於蒙古南部的耐梅蓋特層。這個地層沒有經過放射性同位素計年，但根據該地化石記錄中的動物群，耐梅蓋特層的年代可能為晚白堊紀的馬斯垂克階。馬斯垂克階約為7,000萬年前。而發現鄯善龍的新疆蘇巴什層，地質年代也為馬斯垂克階。
耐梅蓋特層保存了大型河道與土壤沉積物，顯示該地與更古老的西戈約特層、德加多克塔層相比，曾經有過更潮濕的氣候。但硝石沉積物則指出該地曾有過週期性的旱季。沉積物分布在過去的大型河道與氾濫平原上。該地偶爾可發現軟體動物化石，以及其他多樣性的水生動物化石，例如魚類與烏龜。鱷類化石也被發現，例如數種沙漠鱷，沙漠鱷的牙齒適合壓碎貝殼。哺乳類的化石相當少見，鳥類化石的數量較多，包含反鳥亞綱的Gurilynia、黃昏鳥目的尤氏鳥（Judinornis）、以及雁形目的早期物種Teviornis。耐梅蓋特層所發現的恐龍，則包含：甲龍科的多智龍、厚頭龍下目的平頭龍與傾頭龍。該地層目前所發現最大型的掠食動物是特暴龍，牠們極可能以大型鴨嘴龍類為食，例如櫛龍與巴思缽氏龍，或是蜥腳類恐龍，例如納摩蓋吐龍與後凹尾龍。成年特暴龍可能與其他小型獸腳類恐龍有少許競爭，例如傷齒龍科的無聊龍、鴕鳥龍、蜥鳥龍，以及偷蛋龍下目的單足龍、耐梅蓋特母龍（Nemegtomaia）、瑞欽龍，或者還有小掠龍，一種有時被認為是基底暴龍超科的恐龍。其他的獸腳類恐龍，包含：巨大的鐮刀龍、似鳥龍下目的似鵝龍、似雞龍、恐手龍，鐮刀龍可能是草食性動物，而上述似鳥龍類恐龍可能為雜食性動物，以小型動物為食，不會跟特暴龍競爭食物。如同其他大型暴龍科與現代的科莫多龍，特暴龍的幼年與近成年個體的身上發現過有齒痕，符合成年個體或其他較小型獸腳類恐龍的牙齒。

## 大眾文化
- 在澳洲維多利亞州的墨爾本博物館可看到一個特暴龍骨骸模型。雪梨麥覺理大學總圖書館入口處也有一個展示中的特暴龍標本。
- 特暴龍出現在BBC的2005年電視節目《恐龍兇面目》（The Truth About Killer Dinosaurs）第二集，以及《與恐龍共舞》（Walking with Dinosaurs）的特別節目《鐮刀龍探秘》（The Giant Claw）。片中一隻特暴龍與一處水池邊的鐮刀龍發生短暫爭鬥，不久便受鐮刀龍攻擊隨後悻悻然離去。
- 特暴龍也出現在韓國EBS製作的紀錄片《最強王者：特暴龍》（Koreanosaurus，又譯Tarbosaurus The Mightiest Ever），以及2012年的電影《恐龍王》（Speckles The Tarbosaurus，又譯The Dino King）和續集《恐龍王：恐龍父子大冒險》(Dino King 3D: Journey to Fire Mountain)
- 特暴龍也出現在日本NHK節目《恐龍超世界》（ Amazing Dinoworld ）中捕食恐手龍。
- 特暴龍也出現在2022年的紀錄片《史前地球》第二集中，片中一隻特暴龍途徑一處充斥植食恐龍的綠洲，但卻無意獵食，只是為了飲水。而在同系列第二季中，一群特暴龍製造恐慌試圖獵捕一群泰坦巨龍類，並成功得手一隻被同伴踩踏身亡的泰坦巨龍。

## 外部連結
- 特暴龍的物種、標本列表 - 獸腳亞目資料庫
- 特暴龍與暴龍的分類歷史 - 喬治·奧利舍夫斯基 (1995).